# Monnina saprogena
Monnina saprogena är en jungfrulinsväxtart som beskrevs av John Donnell Smith. Monnina saprogena ingår i släktet Monnina och familjen jungfrulinsväxter. Inga underarter finns listade i Catalogue of Life.